# Kilnaleck
Kilnaleck ou Kilnalec (irlandais : Cill na Leice, l'église sur une dalle de pierre) est un petit village du comté de Cavan en Irlande.

## Vue d'ensemble
Situé sur la route régionale R154, Kilnaleck fait partie de la paroisse civile de Crosserlough.
Le village a connu un développement important en 1879 quand des hommes d'affaires locaux et un directeur d'école ont pris l'initiative d'exploiter un gisement de charbon. Cependant le minerai étant très profond et difficile à extraire, la mine a dû rapidement fermer.
En 2011, la population se monte à 384 habitants.

## Transports
Au niveau routier, le village est desservi par le Cavan Area Rural Transport (CART).
Les lignes desservies par les Bus Éireann sont accessibles à Mountnugent (ligne 187) ou Ballinagh (ligne 111), respectivement à 7 km et 10 km .

## Enseignement
Le village a son école publique.

## Services locaux
- Kilnaleck est le siège du Crosserlough GFC.
- Innyvale AC (athlétisme) pratique ses activités près du terrain de football gaélique du GAA Kilnaleck.
- Les sports équestres peuvent être pratiqués localement.
- Il existe un terrain de jeux pour les enfants.
- Le village possède son église catholique romaine.